# Ronny Yeager
Ronald Paul „Ronny“ Yeager (* 16. August 1952 in Durango) ist ein ehemaliger US-amerikanischer Skilangläufer.
Yeager, der die Durango High School und die University of Colorado besuchte, wurde im Jahr 1971 US-amerikanischer Juniorenmeister und errang in der Saison 1971/72 bei den Olympischen Winterspielen 1972 in Sapporo den 55. Platz über 15 km. Zudem kam er bei der Winter-Universiade 1972 in Lake Placid auf den 15. Platz über 15 km und gewann mit der Staffel die Bronzemedaille. Bei den Nordischen Skiweltmeisterschaften 1974 in Falun belegte er den 53. Platz über 15 km sowie den 12. Rang mit der Staffel und bei den Olympischen Winterspielen 1976 in Innsbruck den 52. Platz über 15 km sowie zusammen mit Doug Peterson, Tim Caldwell und Bill Koch den sechsten Platz in der Staffel. Nach seiner Karriere gründete er in Durango das Unternehmen Ronny Yeager Durango Outfitting.